# نی اره (سرده)
نی اره (سرده) (نام علمی: Cladium) نام یک سرده از تیره جگنیان است.